# محوطه چم چغا
محوطه چم چغا مربوط به هزاره اول قبل از میلاد است و در شهرستان خرم‌آباد، بخش ویسیان، دهستان شوراب، روستای کوماس واقع شده و این اثر در تاریخ ۱۳ آبان ۱۳۸۶ با شمارهٔ ثبت ۱۹۸۴۴ به‌عنوان یکی از آثار ملی ایران به ثبت رسیده است.